# Andrea Fischer
Andrea Fischer (Arnsberg, Renania del Norte-Westfalia, Alemania, 14 de enero de 1960) fue miembro del Bundestag alemán con Los Verdes. Entre 1998 y 2001 fue ministra federal de Salud y Seguridad Social. Salió del Bundestag en 2002.

## Biografía
Después de sus estudios de bachiller Fischer fue aprendiz para impresión offset. Trabajó en una imprenta y como correctora y terminó también sus estudios de Economía en la Universidad Libre de Berlín. Tras concluir sus estudios trabajó como asistente técnica en el Parlamento Europeo, en el Wissenschaftszentrum Berlin für Sozialforschung (Centro Científico Berlín para Investigación Social) y en el Deutsche Rentenversicherung Bund (Seguros de Pensión Federales Alemanes). Desde 1985 es miembro del partido Los Verdes, previamente perteneció al Gruppe Internationale Marxisten (GIM). Entre 1994 y 2002 fue miembro del Bundestag alemán. Después de las elecciones federales de 1998 sería elegida ministra de Salud el 27 de octubre de 1998 en el gabinete de Gerhard Schröder. Como consecuencia de la crisis de la EEB dimitió de su cargo el 9 de enero de 2001 junto con el ministro de Agricultura, Karl-Heinz Funke.